# Van hồi - manh tràng
Van hồi - manh tràng hay van Tulp, van Bauhin (Latin: valva ileocaecalis) là một cơ vòng nằm ở ngã ba của ruột non và ruột già. Chức năng quan trọng là để hạn các chất trào ngược từ ruột già vào ruột non. Van hồi - manh tràng là còn có nhiệm vụ hấp thụ vitamin B12 và acid mật trong thức ăn đang tiêu hoá. Có khoảng hai lít dung dịch lỏng đi vào ruột già hàng ngày thông qua van hồi - manh tràng.

## Ý nghĩa lâm sàng
Trong quá trình nội soi, van hồi - manh tràng cùng với các lỗ ruột thừa, được sử dụng trong việc xác định manh tràng (ruột tịt), rất quan trọng trong mổ nội soi. Van hồi - manh tràng thường nằm ở phần cuối cùng trước khi vào manh tràng.

## Bệnh lý
Các khối u của van hồi - manh tràng là rất hiếm, nhưng đã được báo cáo trong y văn.

## Từ nguyên
Van hồi - manh tràng do bác sĩ người Hà Lan: Nicolaes Tulp (1593-1674) mô tả, vì vậy đôi khi được gọi là van Tulp. Van này cũng do bác sỹ Gaspard Bauhin mô tả năm 1588, trong quyển De corporis humani partibus externis tractatus, hactenus non editus, do vậy van cũng được đặt tên là van Bauhin.